# Голден 1-центр
«Голден 1-центр» (англ. Golden 1 Center) — мультифункциональная крытая спортивная арена, расположенная в деловой части Сакраменто (Калифорния, США). Арена была построена в 2016 году, чтобы заменить устаревшую «Слип Трейн-арену», где играл свои домашние матчи клуб Национальной баскетбольной ассоциации «Сакраменто Кингз», проводились концерты, собрания и другие развлекательные мероприятия.
16 июня 2015 года сакраментская компания Golden 1 Credit Union заключила 20-летний договор с городом, купив права на название за 120 млн долларов, что является одним из наиболее дорогих подобных контрактов среди арен НБА.

## История
С 2006 года владельцы команды НБА «Сакраменто Кингз» пытались перевести клуб в другой город, однако руководство лиги не одобрило переезд. Мэр Сакраменто Кевин Джонсон с помощью местных предпринимателей способствовал продаже команды Вивеку Ранадивею, пообещав, что к 2016 году в городе будет построена новая арены. Строительство сооружения началось 29 октября 2014 года. Подрядчиком выступила компания Turner Construction, которая до этого уже участвовала в строительстве Терминала Б международного аэропорта Сакраменто. Проект стадиона был предложен ещё в 2012 году предыдущими владельцами «Кингз», согласно которому стоимость строительства оценивалась в 391 млн долларов из которых город должен был внести 225,5 млн, «Кингз» — 73,% млн и AEG — 58,75 млн.
Чтобы почтить память бывшего комиссара НБА Дэвида Стерна, который способствовал сохранению клуба в городе, дорога, ведущая к главному входу арены была названа в его честь. Таким образом, официальный адрес сооружения — 500 Дэвид Джей Стерн-уолк.